# Tomasz Dyło
Tomasz Dyło (ur. 5 marca 1871 w Borku Wielkim, zm. 28 maja 1958 tamże) – polski polityk, działacz PSL „Piast”.

## Życiorys
Urodził się 5 marca 1871 r. w Borku Wielkim jako syn Michała i Marii z domu Przydział. Michał Dyło był zamożnym rolnikiem z Borku Wielkiego. W czasie powstania styczniowego dostarczał powstańcom broń i wspomagał ich finansowo – dał 20 000 „cwancygierów” w srebrze do kasy powstańczej, służył za przewodnika w przerzucie powstańców do Tarnopola, ratując niejednokrotnie uczestników walk przed aresztowaniem. W późniejszych latach swojego życia był radnym i wójtem gminy Borek Wielki. Był jednym z inicjatorów powstania szkoły w Borku Wielkim, zajmował się sprawami urzędowymi związanymi z wydzieleniem działki pod teren przyszłej szkoły wraz z budynkiem po starej karczmie z majątku hrabiny Zofii Potockiej, później był przewodniczącym rady tejże szkoły. 
Tomasz ukończył szkołę ludową. Wójt w Borku Wielkim (inicjator budowy szkoły i organizator straży pożarnej), członek zarządu Towarzystwa Kółek Rolniczych w Ropczycach i prezes kółka w Borku Wielkim. Od 1908 r. członek Rady Powiatowej, od 1915 r. członek Powiatowego Komitetu Narodowego w Ropczycach. Od 1911 r. zastępca posła, a od 1917 r. poseł do Rady Państwa w Wiedniu. Działacz PSL, później PSL „Piast” (1914 i 1924-1927 członek RN). W 1923 r. członek dyrekcji Powiatowej Kasy Oszczędności. W 1929 r. założył mleczarnię, a następnie sklep z narzędziami rolniczymi oraz Spółdzielnię Jajczarską w Sędziszowie. W latach 1933–1934 radny miejski i dyrektor Banku Spółdzielczego w Ropczycach. Sympatyk BBWR. W czasie II wojny światowej w jego domu znajdował się magazyn broni. Po wojnie przewodniczący Powiatowej Rady Narodowej w Ropczycach, stopniowo izolowany, wycofał się z działalności polityczno-społecznej. Zmarł 28 maja 1958 r. w Borku Wielkim. W 2019 r. po włączeniu Borku Wielkiego do Sędziszowa Małopolskiego, droga przy której mieszkali jego synowie została nazwana jego imieniem. 

## Działalność polityczna
Poseł na Sejm Ustawodawczy (1919–1922), mandat uzyskał z listy nr 13 (PSL „Piast”), okręg wyborczy 43 (Rzeszów); do Sejmu Ustawodawczego kandydował w także z listy nr 9; w 1928 r. kandydował z listy okręgowej do Senatu.

## Rodzina
Miał braci Józefa (Wolica Piaskowa), Jana (osiadł w Nakle nad Notecią) i siostry Marię Pas i Agatę Daniel. Żonaty z Dorotą z domu Cyzio, mieli jedenaścioro dzieci: pięciu synów (Władysława, Michała, Jana, Józefa, Ludwika) i sześć córek (Marię Surman, Kazimierę Mandecką, Walerię Wojnowską; dalsze trzy córki zmarły w dzieciństwie). Stryj Tadeusza Dyły.